# Roberto Domínguez
Pour les articles homonymes, voir Domínguez.
Roberto Domínguez, né le 21 février 1951 à Valladolid (Espagne), est un ancien matador espagnol.

## Présentation

### Carrière
- Débuts en public : Carballo (Espagne, province de La Corogne) le 25 juillet 1968.
- Débuts en novillada avec picadors : Medina del Campo (Espagne, province de Valladolid) le 2 septembre 1970.
- Alternative : Palma de Majorque (Espagne, Îles Baléares) le 20 août 1972. Parrain, Manzanares ; Témoin, Julio Robles. Taureaux de la ganadería de Cebada Gago.
- Confirmation d’alternative à Madrid : 19 mai 1975. Parrain, Ángel Teruel ; témoin, Julio Robles. Taureaux de la ganadería de Martín Berrocal.
- Confirmation d’alternative à Mexico : 1er février 1981.

### Apoderado
À la fin de la temporada 2003, Roberto Domínguez devient l'apoderado du matador de toros Julián López Escobar « El Juli ». Le 26 juillet 2014, après onze années de relations professionnelles fructueuses, les deux parties annoncent qu'elles mettent fin à cette relation d'un commun accord dès la fin de la temporada 2014.Depuis 2021, il est l’apoderado d’Andres Roca Rey.